# Economía de León (España)
La economía de León se basa en el sector servicios, siendo un centro de referencia comercial en torno al cual orbitan más de 450 000 personas. El sector servicios basa su fuerza en su condición de centro de referencia de la provincia y en la gran afluencia turística registrada durante todo el año, aunque con especial intensidad en la época estival y en Semana Santa; sin embargo, el sector turístico presenta una gran debilidad en la estancia promedio, que se encuentra lejos de la media española: 1,58 días frente a 3,24.
El sector primario, Por el contrario, representa un escaso porcentaje en la economía de la ciudad y, debido a la presión urbanística, este porcentaje tiende a disminuir. La mayor parte de la actividad primaria se centra en las vegas de los ríos Bernesga y Torío. 
De escasa tradición industrial, a principios del siglo XXI, el desarrollo de diversas infraestructuras de transporte ha reactivado el desarrollo del sector secundario. Así, la expansión se ha concretado en la creación de varios nuevos polígonos industriales, entre los que destaca Villadangos y la ampliación de los ya existentes, como Onzonilla. El desarrollo del sector de la innovación, también reciente, se ha consolidado y concretado en torno a Hewlett-Packard y el Inteco (ahora Incibe), así como en la construcción del centro de supercomputación de León.

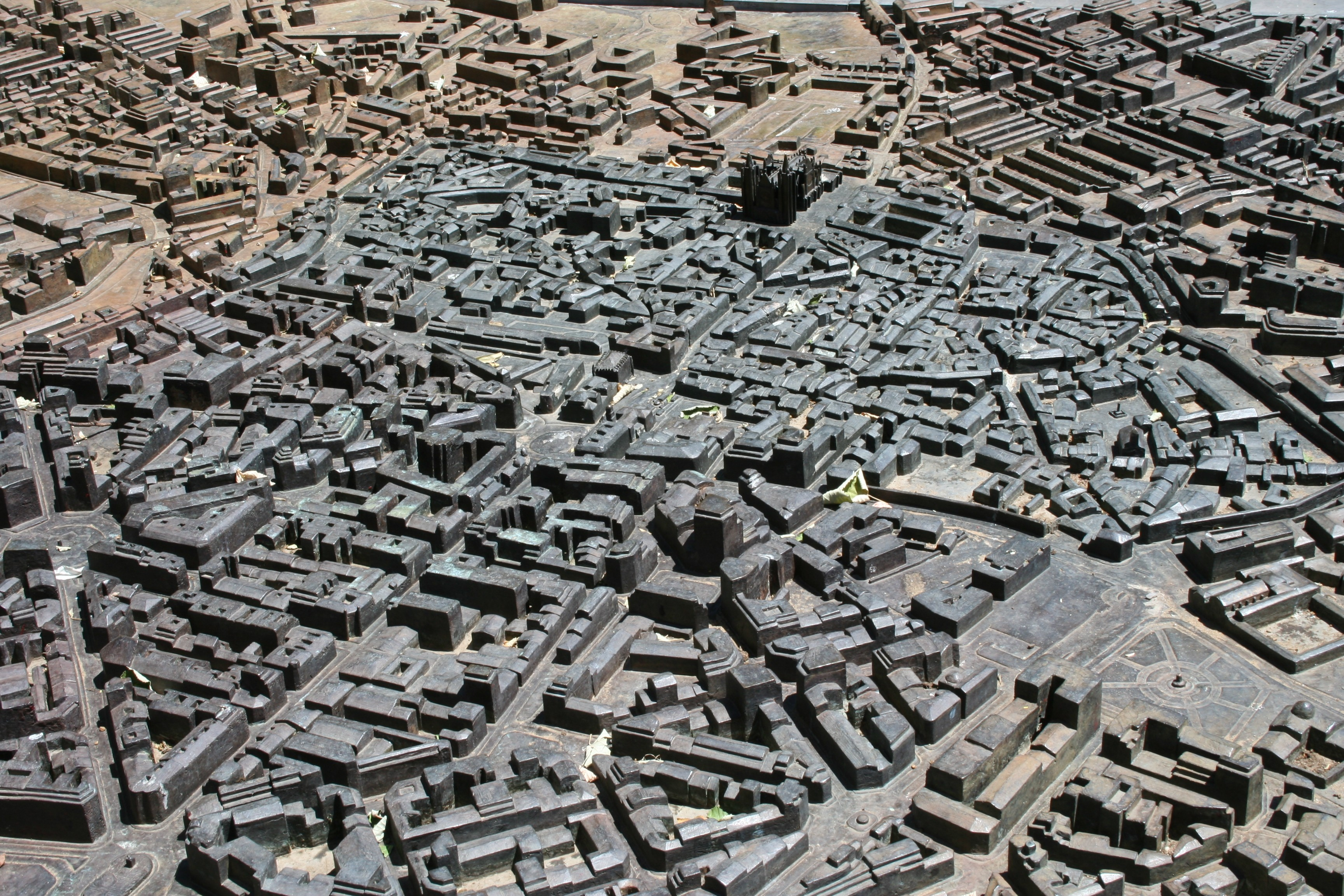
Maqueta de León, en la Plaza de San Marcelo.

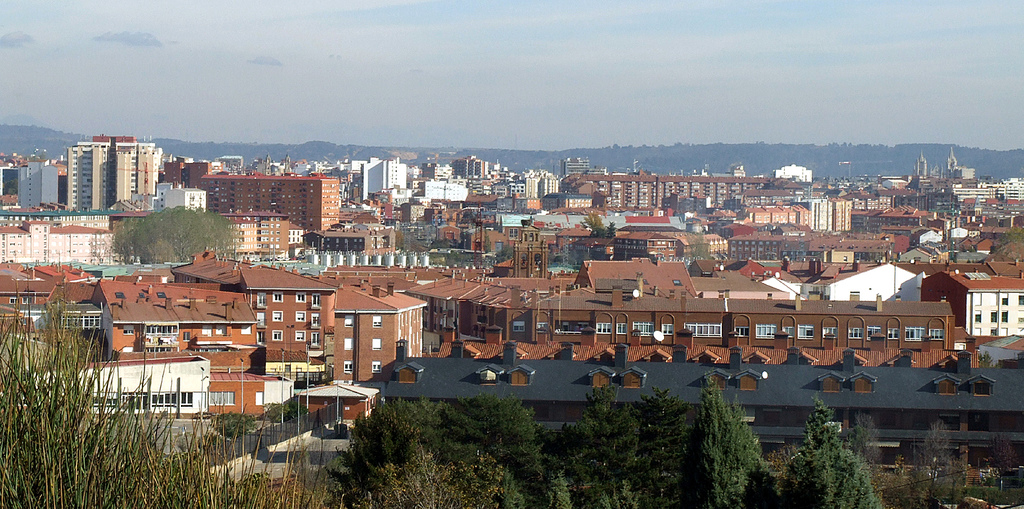
El crecimiento de la ciudad durante el último siglo ha sido notable.

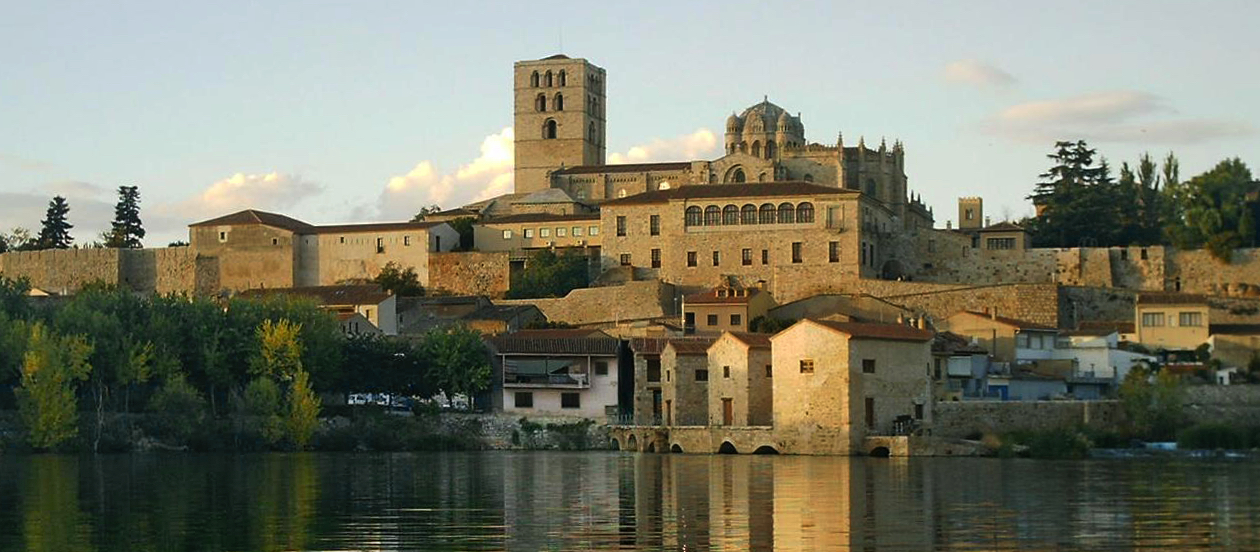
Durante el, la ciudad, poco poblada, era de un tamaño similar a Zamora.

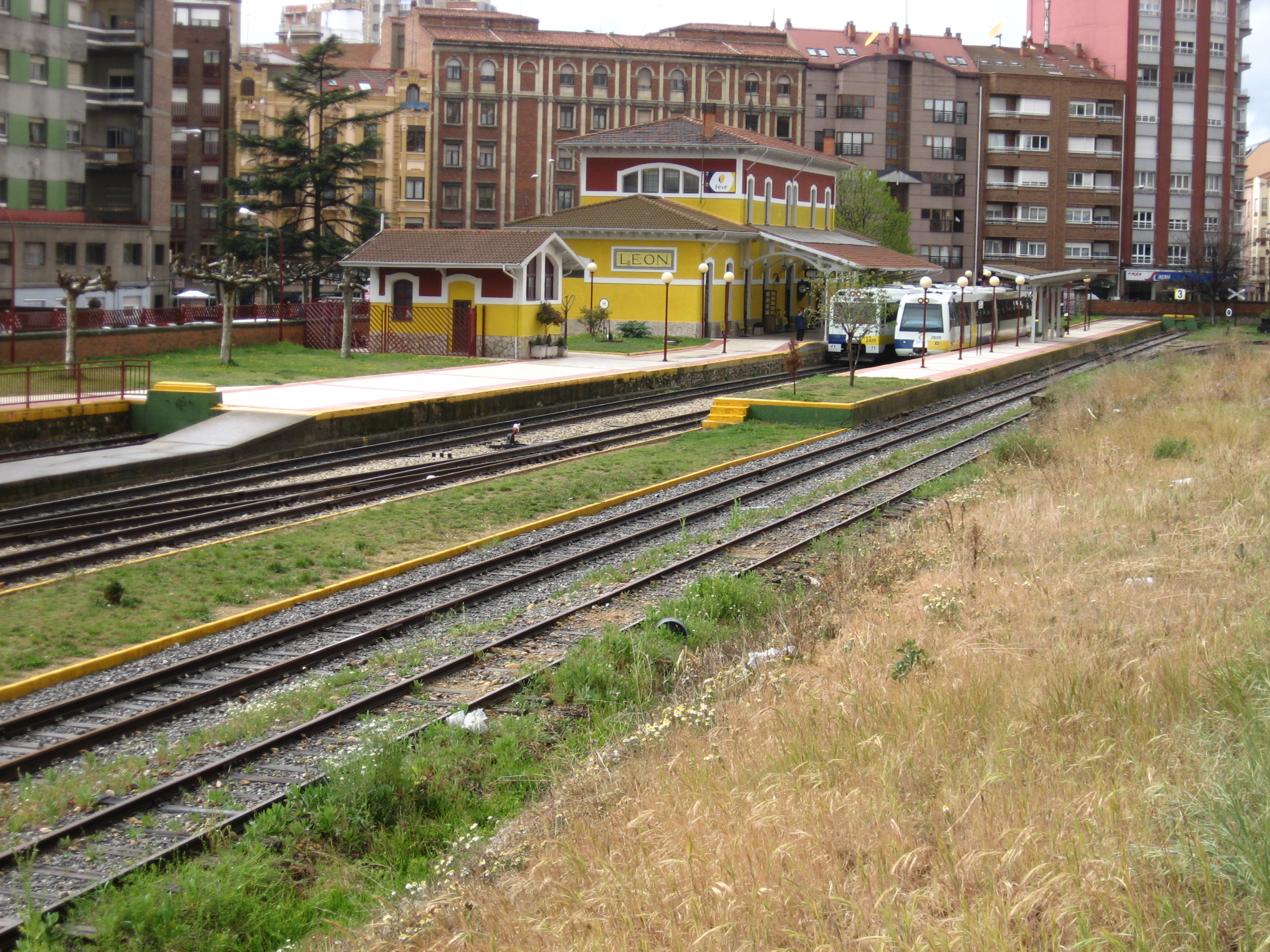
La llegada del tren supuso una notable expansión de la ciudad.

|  |

## Historia económica
Una vez establecido el campamento romano en torno a los años 74-75, este se encargó del control, gestión y explotación de las minas de oro, de las cuales la más importante era la de Las Médulas. Su actividad atrajo a población civil alrededor del campamento, la cual se asentó en el recinto civil canabae para satisfacer las necesidades de los soldados. Allí, desarrollaron actividades, tales como la artesanía o el comercio, que evolucionaron para no ofrecer servicios tan solo a la legión, sino también a la creciente población civil. Tal crecimiento es testificado por la presencia de unas termas, de uso militar y civil.
Con la caída del Imperio romano, León entró en decadencia, el comercio y la artesanía pasaron a ser testimoniales y la población se redujo en gran medida, razón por la cual la ciudad pasó a ser un centro agrícola de poca importancia y un lugar de paso para los ganaderos de la zona. Con la llegada de los árabes, la ciudad se despobló definitivamente y sus murallas sirvieron como majada para los ganaderos de la zona.
No fue hasta el año 856 cuando Ordoño I repobló la ciudad y reconstruyó sus murallas, tras lo cual se reactivó el comercio y la artesanía en la ciudad; sin embargo el verdadero impulso provino de Ordoño II quien convirtió a León en la capital de su reino, con lo cual se volvió uno de los centros urbanos más importantes de la España cristiana. Los avatares políticos fueron restando protagonismo a León a lo largo de la historia. Esta pérdida de protagonismo culminó en la unión definitiva del reino de León con la Corona de Castilla en el año 1230. Pese a ello, muchas de las instituciones del reino tuvieron continuidad después de esta unión.
La eliminación de la condición de capital de la ciudad supuso una aún mayor pérdida de importancia, que se concretó en un estancamiento, cuando no descenso, de la población. En el siglo XIV, una serie de acontecimientos climáticos mermaron las cosechas y afectaron especialmente a León, cuya economía dependía en exceso del sector primario. Según fuentes de la zona, las malas cosechas provocaron la pérdida de la cuarta parte de la población. Con el cambio de siglo, mejoró la situación y la ciudad reconstruyó las murallas abandonadas en la anterior crisis y construyó otras nuevas; planteando la necesidad de construir una cerca que protegiese los nuevos arrabales extramuros. A fines del siglo XV, la ciudad contaba con una población entre los cuatro y cinco mil habitantes.
En los siglos XVII y XVIII, León vivió un estancamiento de su población, similar al de las ciudades de la Meseta Norte. En estos años, el crecimiento demográfico en la ciudad no se debió a un incremento de la actividad industrial o comercial, sino al empuje de la agricultura de las zonas rurales que rodeaban la ciudad. Es por ello que la ciudad, con 5500 habitantes, era, junto con Zamora, una de las ciudades menos pobladas de la Meseta Norte.
Las malas comunicaciones con el resto del país hicieron que la ciudad mantuviese un aspecto rural y una población estable hasta comienzos del siglo XX. Fue en ese siglo, cuando la ciudad inició una recuperación económica. Su condición de capital de provincia y, por ende, de centro urbano de referencia de la zona, así como la llegada del ferrocarril, provocaron que la ciudad se expandiera en todas direcciones con el ensanche y los barrios periféricos. La industria se asentó en un primer momento en los alrededores de la estación de ferrocarril, aunque más tarde se desplazó hacia el extrarradio y, luego, hacia los polígonos industriales habilitados en torno a la ciudad. A pesar de la importancia de este sector, nunca llegó a ser relevante en la estructura económica de la ciudad, en donde pesó más el sector servicios.

## Reparto sectorial
En 2008, el sector que mayor número de puestos de trabajo generó en León fue el sector servicios; que daba trabajo a 58.109 personas, lo que representaba el 83,4% de los trabajadores afiliados a la Seguridad Social.
A continuación, se situaban los sectores de la construcción y la industria, a los que estaban afiliados 6.424 y 4.521 personas, respectivamente. Estas cantidades representan el 9,22% y el 6,0% del total de trabajadores. Por último, el sector primario daba empleo a solo 618 personas, apenas el 0,89% del total. Del total de 12.499 trabajadores ocupados al 31 de marzo de 2006, 60.070 trabajaban por cuenta ajena, mientras que el resto, 9.602 personas, eran autónomos. autónomos
Finalmente, respecto a la distribución de los centros de trabajo en León, el 85,2% correspondía a empresas del sector terciario, el 9,9% a empresas de la construcción, el 4,4% a centros industriales y el 0,5% a centros agrarios.

## Mercado de trabajo
León contaba el 1 de enero del 2008 con una población de 135.119 habitantes, de los cuales 89.967 pertenecían a la llamada población activa, con edades comprendidas entre los 15 y los 64 años, lo que se traduce en que el 66,6% de los leoneses estaba en edad laboral frente al 65,0% provincial y al 69,0% nacional.
Es destacable que del total de la población activa, el 74,8% se encontraba afiliado a la Seguridad Social (a fecha de 31 de marzo de 2009), un porcentaje muy superior a la media provincial (52,8%) y nacional (61,5%).
En cuanto al desempleo registrado a 31 de marzo de 2009, León contaba con un total de 9.636 parados, lo que supone una tasa de desempleo del 10,7%. La media de la capital leonesa era ligeramente superior a la media de la provincia, pero inferior a la nacional, que se sitúan en el 10,5% (34.171 parados) y el 11,32% (3.605.402 de desempleados), respectivamente.

## Sectores productivos

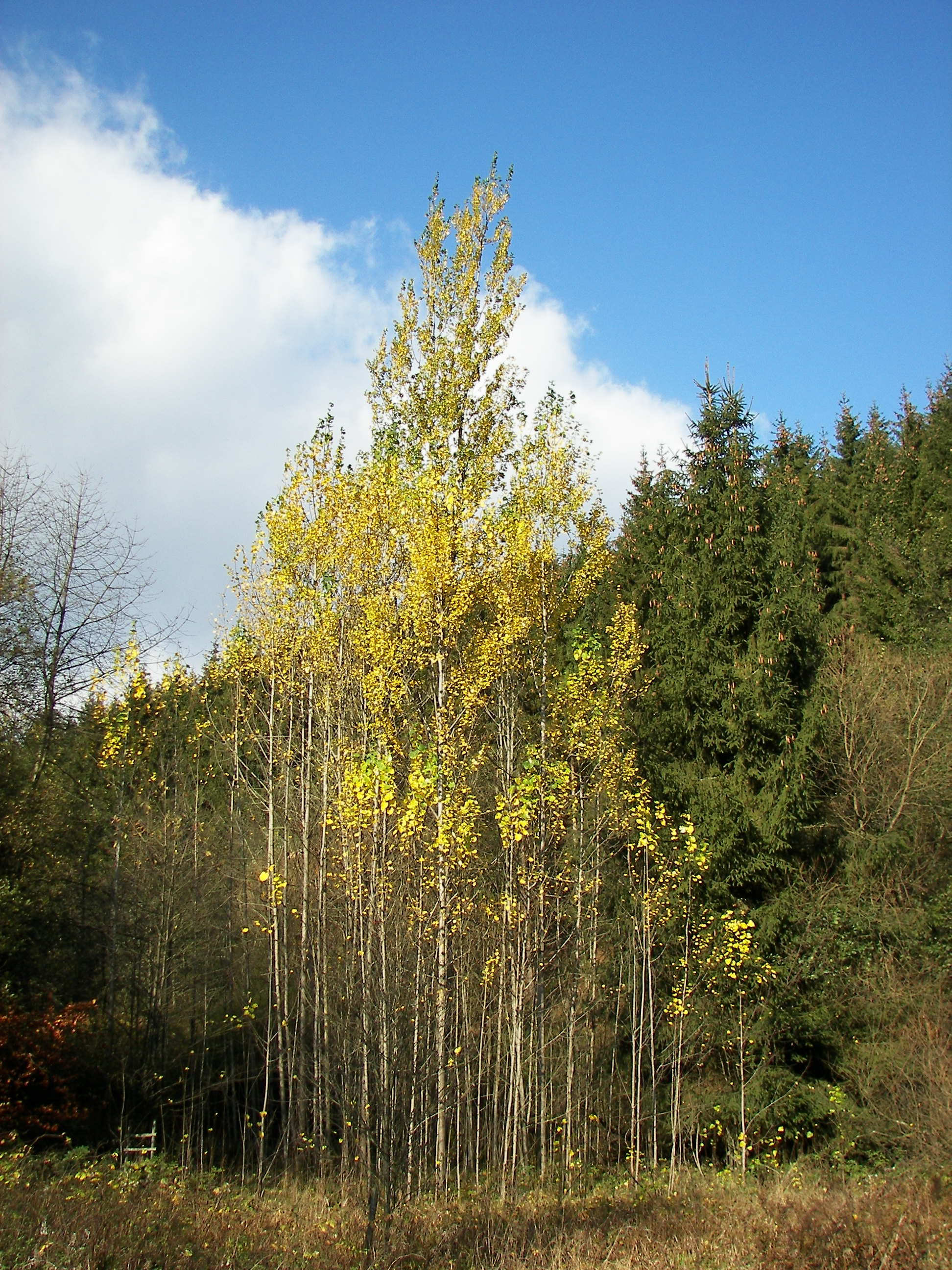
El chopo es la especie más utilizada en la silvicultura que se practica alrededor de la capital leonesa.

### Sector primario
El sector primario en la capital leonesa se encuentra en vías de desaparición debido a la presión urbanizadora que ejerce la ciudad sobre los terrenos agrícolas. No obstante, aún quedan remanentes de este antaño importante sector económico para la ciudad, en las vegas de los ríos Torío y Bernesga y en el alfoz, consistentes sobre todo en una modesta cabaña ganadera que hace uso de los pastos que rodean la ciudad y en pequeñas plantaciones de cultivos cerealistas, como la cebada y el trigo.
Es importante también citar la silvicultura, que se centra en las riberas de los ríos y utiliza el chopo, por su condición de especie de rápido crecimiento y aceptable calidad maderera. Por el contrario, la presencia de la acuicultura y la pesca es despreciable, en cuanto que de la primera apenas existen empresas y la actividad pesquera se centra solamente en la pesca deportiva en los ríos cercanos.
La superficie total del municipio es de 3.899 hectáreas. De ellas, la gran mayoría, 2.085 o el 53,46% del total, se encuentra ocupada por la ciudad de León. El resto, unas 1.814 hectáreas, se distribuye entre cultivos herbáceos, pastos, especies leñosas y bosques, ocupando estos últimos 200 hectáreas.

### Sector secundario

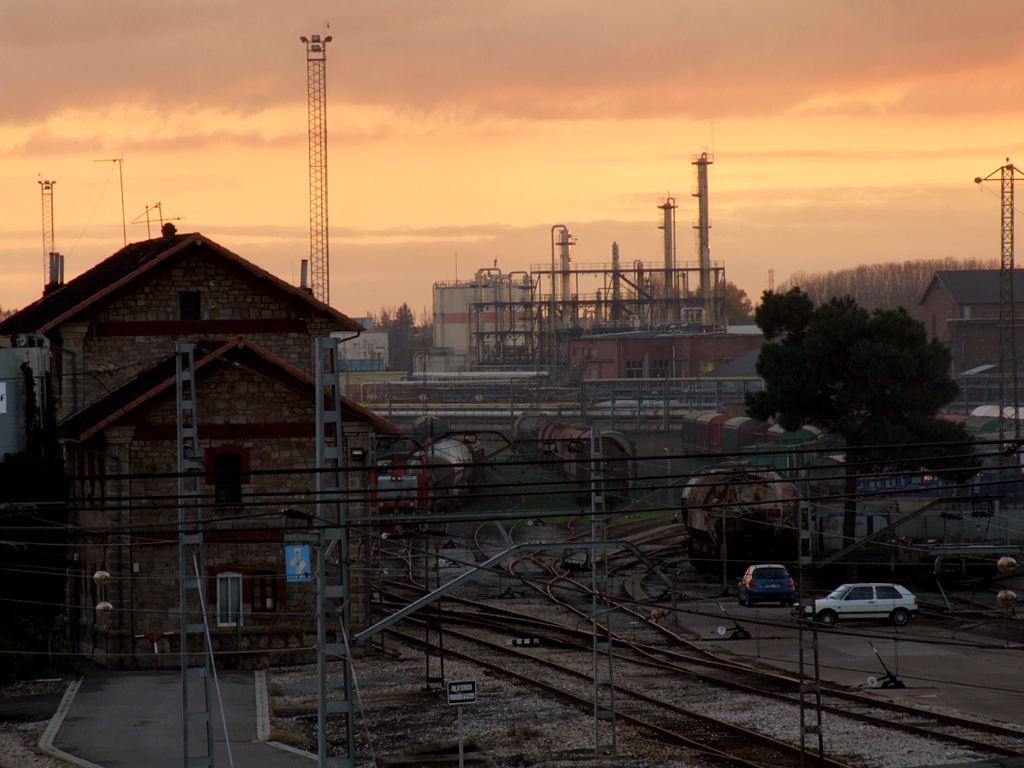
Estación de clasificación de León, en Armunia. La ciudad se expandió preferentemente junto al ferrocarril a la llegada de este.

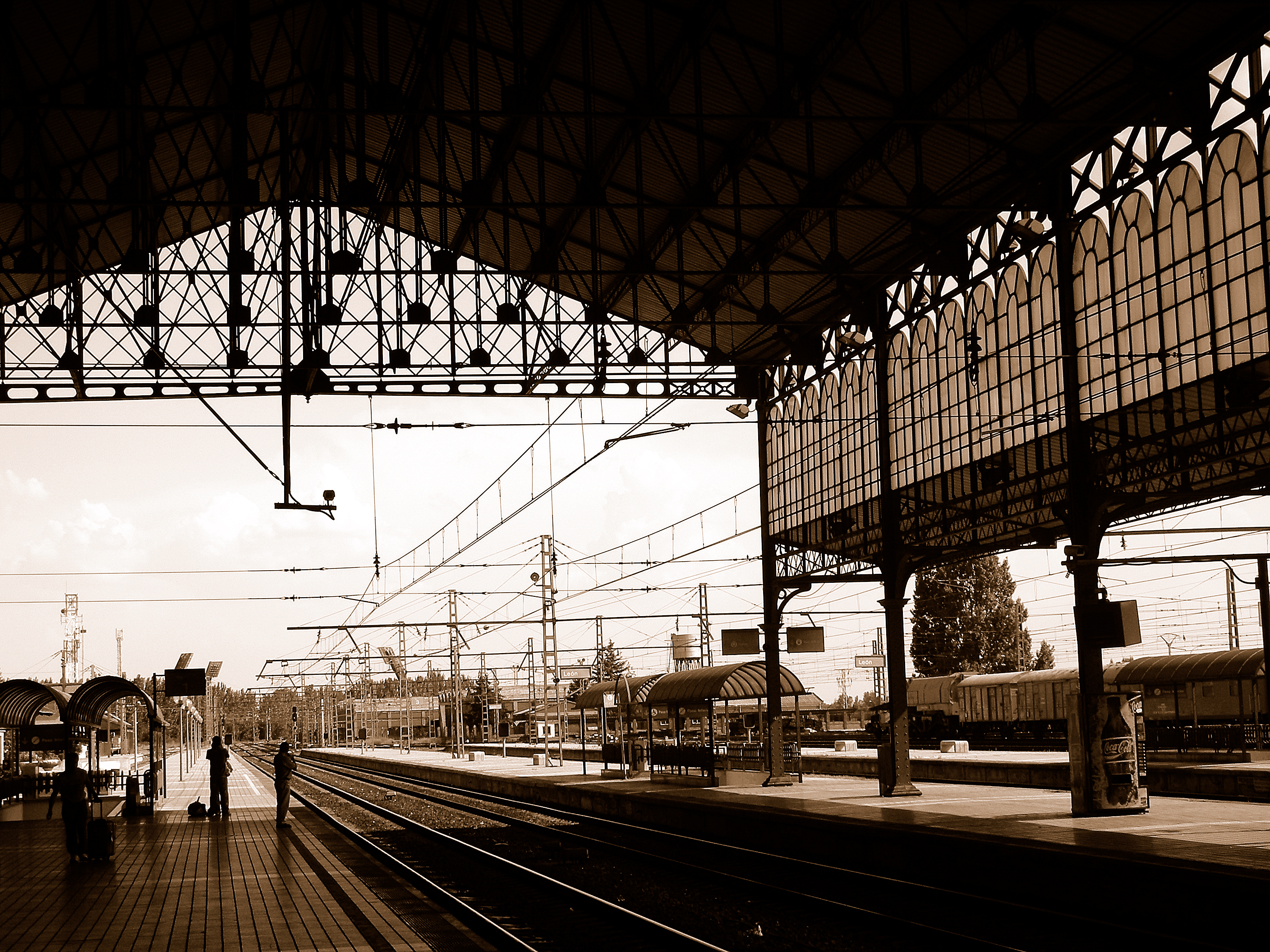
En torno a la estación del ferrocarril se implantó y desarrolló un incipiente sector industrial.

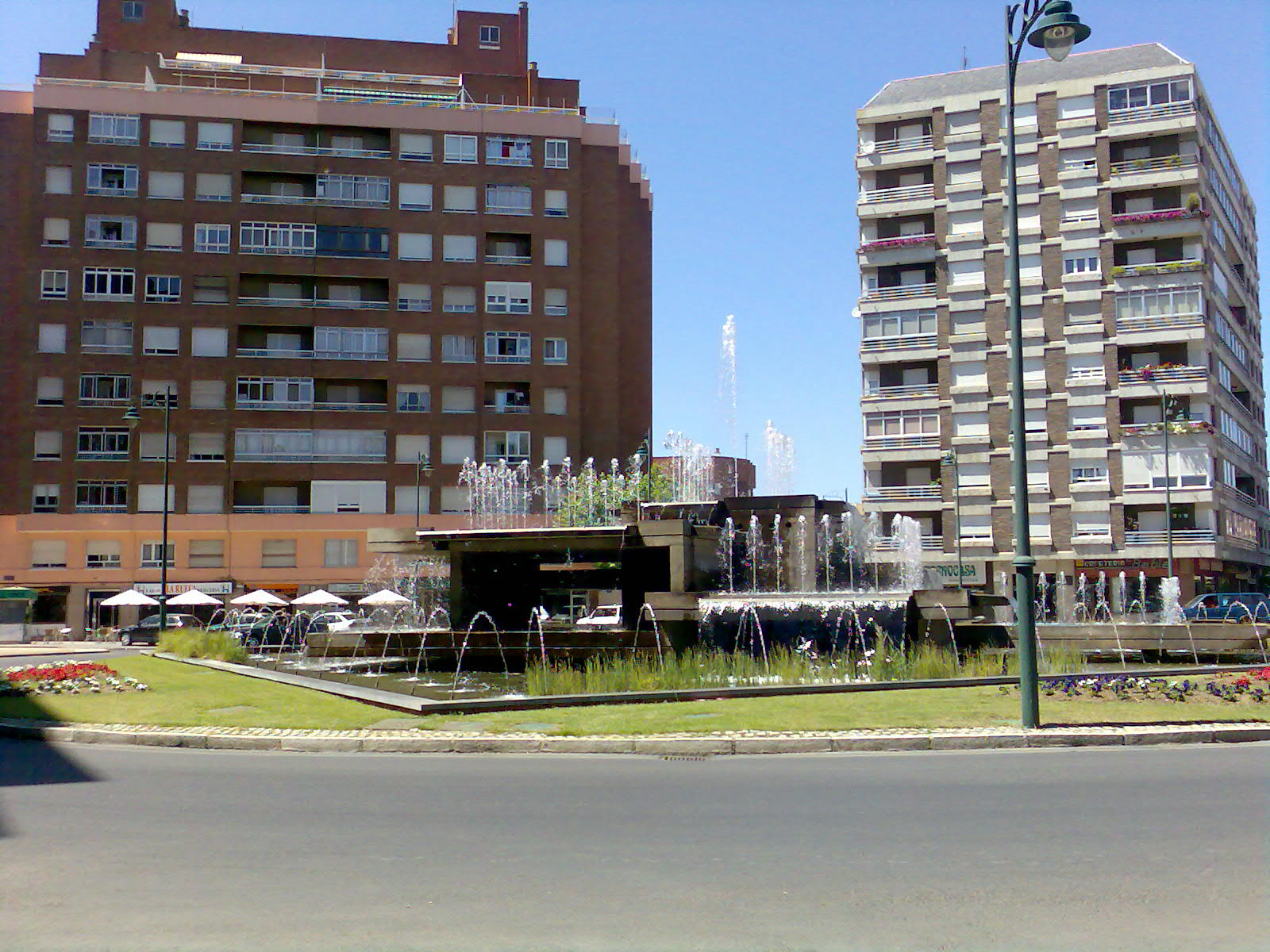
El barrio de El Crucero surgió a raíz de la implantación del ferrocarril y el desarrollo industrial en torno a la estación.

El sector secundario leonés se caracteriza por su debilidad y por la inexistencia de grandes empresas que generen un entramado empresarial a su alrededor. Se trata, pues, de una ciudad que, pese a los grandes recursos minerales, energéticos y humanos con los que cuenta su provincia, no ha sabido aprovecharlos en su propio beneficio. Las empresas que han tendido a instalarse en la capital leonesa han pertenecido al sector químico, aunque actualmente el paupérrimo entramado industrial de la ciudad se compone de empresas relacionadas con la metalúrgica de transformados metálicos, la industria química, la maquinaria, la alimentaria, la cerámica, el vidrio, el papel y artes gráficas y el textil. Es reseñable que debido a lo pequeño del término municipal de la ciudad, la gran mayoría de empresas se encuentra ubicada fuera del término, en polígonos industriales que en su mayoría se encuentran conurbados con la ciudad.

#### Inicios
Durante el siglo XVIII, la actividad industrial presente en la ciudad se reducía a la presencia de varios molinos, fraguas y tenerías. Es en el siglo XIX con la llegada del ferrocarril cuando se activa la industria en la ciudad. Las necesidades de transporte de esta la llevaron a instalarse en los alrededores de la estación de ferrocarril, creándose a raíz de ello un barrio obrero de importante crecimiento. A lo largo de este siglo, serán los barrios del Crucero y la Vega los que acojan un mayor número de industrias, que se asentarán alrededor del eje marcado por el ferrocarril hasta llegar a Armunia.

#### Despegue y desarrollo industrial
De las pocas industrias que se establecieron en la ciudad durante la segunda mitad del siglo XIX, destacan la azucarera de Santa Elvira, destinada a la transformación de la remolacha de la comarca y ubicada en las inmediaciones de la estación del ferrocarril, Abelló, empresa situada también junto a la estación y dedicada a la fabricación de productos farmacéuticos. Ya por último, hay que hablar de Antibióticos, situada entre N-630 y el ferrocarril, cuyo grueso de producción se dedica a la penicilina y sus derivados, llegando a alcanzar los 600 empleados en su momento de mayor desarrollo.
De estas tres grandes empresas, solo sobrevive Antibióticos, muy debilitada por su venta primero a la compañía italiana Sir Fidia, que deslocalizó la producción y frenó en seco la puesta en marcha de nuevos productos, dedicando toda la fábrica a la producción de penicilina sin ningún otro tipo de producto. Finalmente, en 2009, la compañía española Enerthi se hizo cargo de la fábrica y mantiene en plantilla a 270 trabajadores, menos de la mitad de lo máximo que llegó a tener la fábrica.
Fuera de estas tres grandes empresas, se desarrollaron empresas en León y sus alrededores, tales como Laboratorios Ovejero, situado primero junto al río Bernesga en Eras de Renueva hasta el desarrollo residencial de esta área, cuando se trasladó a las inmediaciones de MercaLeón. También se implantaron Dispán, Manufacturas Aygón y Precesa. Finalmente, se encuentran Everest, empresa dedicada al negocio editorial, y la Vidriera, dedicada a la fabricación de vidrio y que se convirtió en parte de BA Vidrio tras ser adquirida en 1999 por el grupo portugués Barbosa & Almeida. Para finalizar, hay que hablar de Elosúa, empresa dedicada a la producción de aceite y que tras su compra por parte de Koipe desapareció de la ciudad.
Fuera del municipio se instalaron Miguélez, dedicada a la fabricación de cables de baja tensión con una importante producción que la coloca como una de las principales empresas de la provincia; Laboratorios Syva, en Trobajo del Camino y recientemente trasladada al Parque tecnológico y Manufacturas Teleno, dedicada a la producción de moda íntima femenina.
A estas empresas se unen un buen número almacenes, talleres y garajes desperdigados por toda el área urbana de León; definiendo una infraestructura industrial excesivamente dispersa.

#### Industria en la actualidad

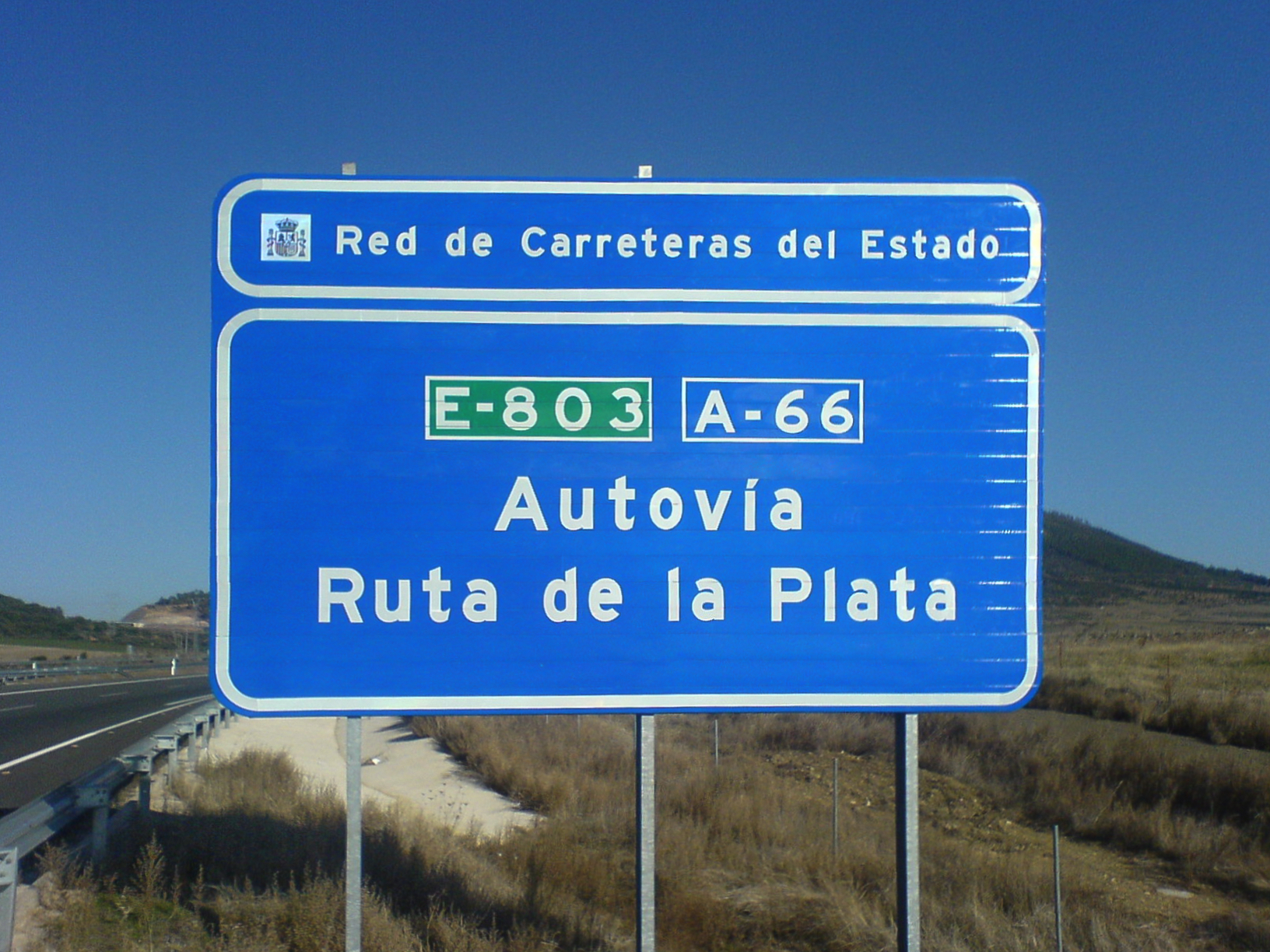
El reciente desarrollo industrial coincide con la apertura de grandes vías de comunicación; en la imagen, la autovía Ruta de la Plata.

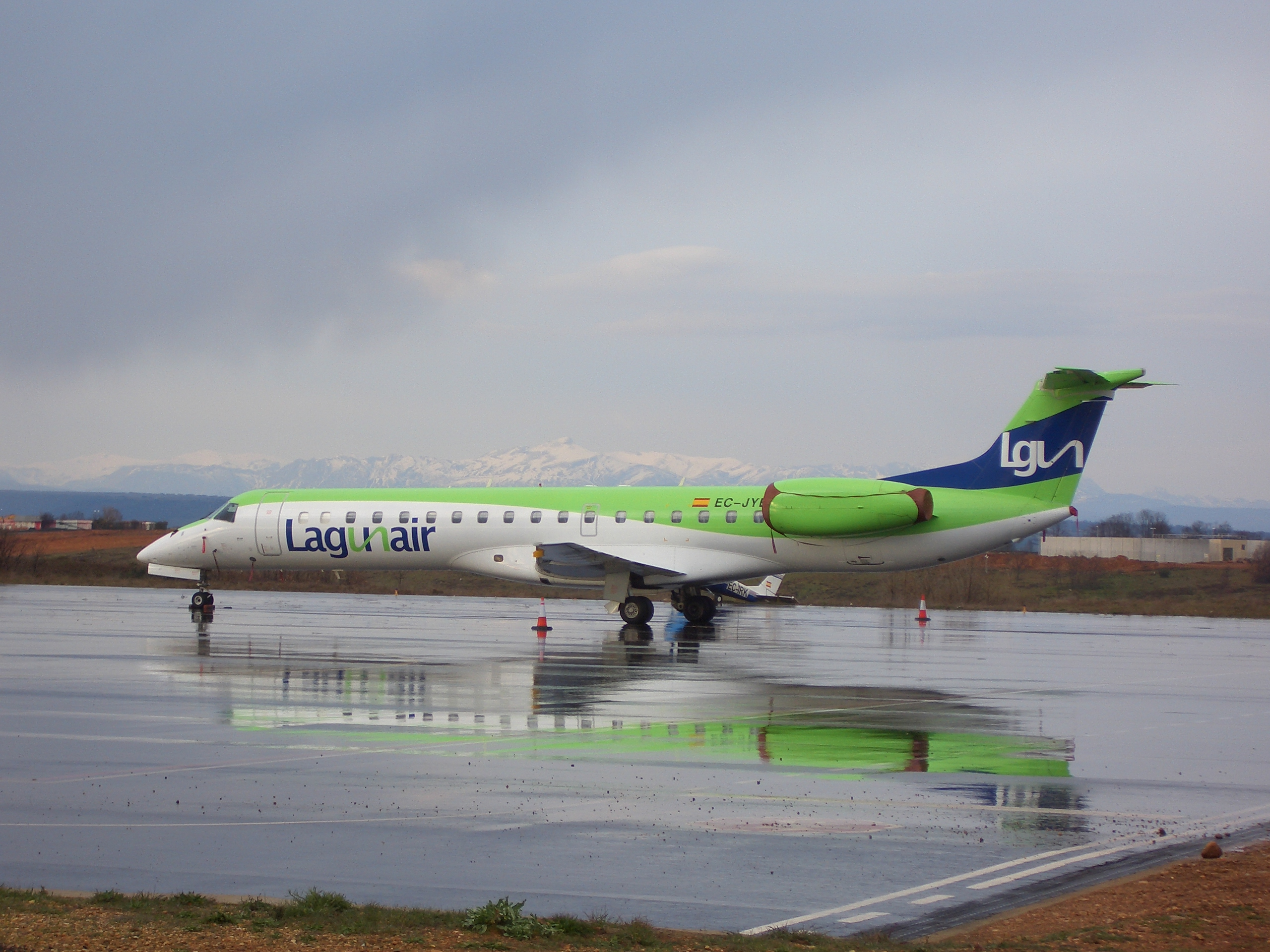
El despegue del aeropuerto ha incidido en el desarrollo industrial y en la recuperación económica de la ciudad; en la foto, un Embraer ERJ145 de la extinta Lagun Air.

La dispersión industrial que caracterizaba al sector industrial leonés se intentó remediar en 1975 con la construcción del polígono industrial de Onzonilla; sin embargo, su desarrollo inicial no obtuvo los resultados previstos por la falta de estructuras apropiadas y de dinamismo. La mayor parte de las pequeñas y medianas industrias siguió estando repartida por toda la ciudad y el polígono de Villacedré, de iniciativa privada. El escaso desarrollo de este y la falta de nuevas implantaciones industriales se debía a la obsoleta distribución y al escaso suministro de agua a la ciudad.
La ciudad no desarrolló más superficies industriales hasta mediados de la última década del siglo XX, cuando se construyó el polígono industrial de Trobajo del Camino de 67 hectáreas con vocación de convertirlo en un referente económico del municipio de San Andrés del Rabanedo, donde se sitúa. 
A comienzos del siglo XXI se inició el desarrollo real de las superficies industriales en la ciudad, con la inauguración del polígono industrial de Villaquilambre en 2002, la segunda fase del polígono de Onzonilla se abriría un año después, en 2003 con 72 hectáreas, que se sumaron a las 109 ya existentes de la primera fase. Poco después se inauguraría el hasta ahora mayor polígono industrial de la ciudad en Villadangos del Páramo ocupando 200 hectáreas de suelo, donde se desarrollan el centro logístico de Mercadona para el noroeste y Vestas. Este desarrollo de nuevas zonas industriales coincidió con el desarrollo del aeropuerto de León, inaugurado en 1999, y la apertura de la AP-71 en 2002, la A-66 en 2003 y la A-231, que inició su construcción en 1998 y se terminó en 2003. El desarrollo industrial futuro se concreta en la construcción de un nuevo polígono industrial en las inmediaciones de Torneros de 210 hectáreas, la ampliación de Villadangos en 200 nuevas hectáreas, la ampliación de Villaquilambre en 65 nuevas hectáreas y el desarrollo de una ampliación del polígono de Trobajo del Camino en 150 hectáreas entre otras actuaciones de suelo menores.

#### Desarrollo del sector de la innovación

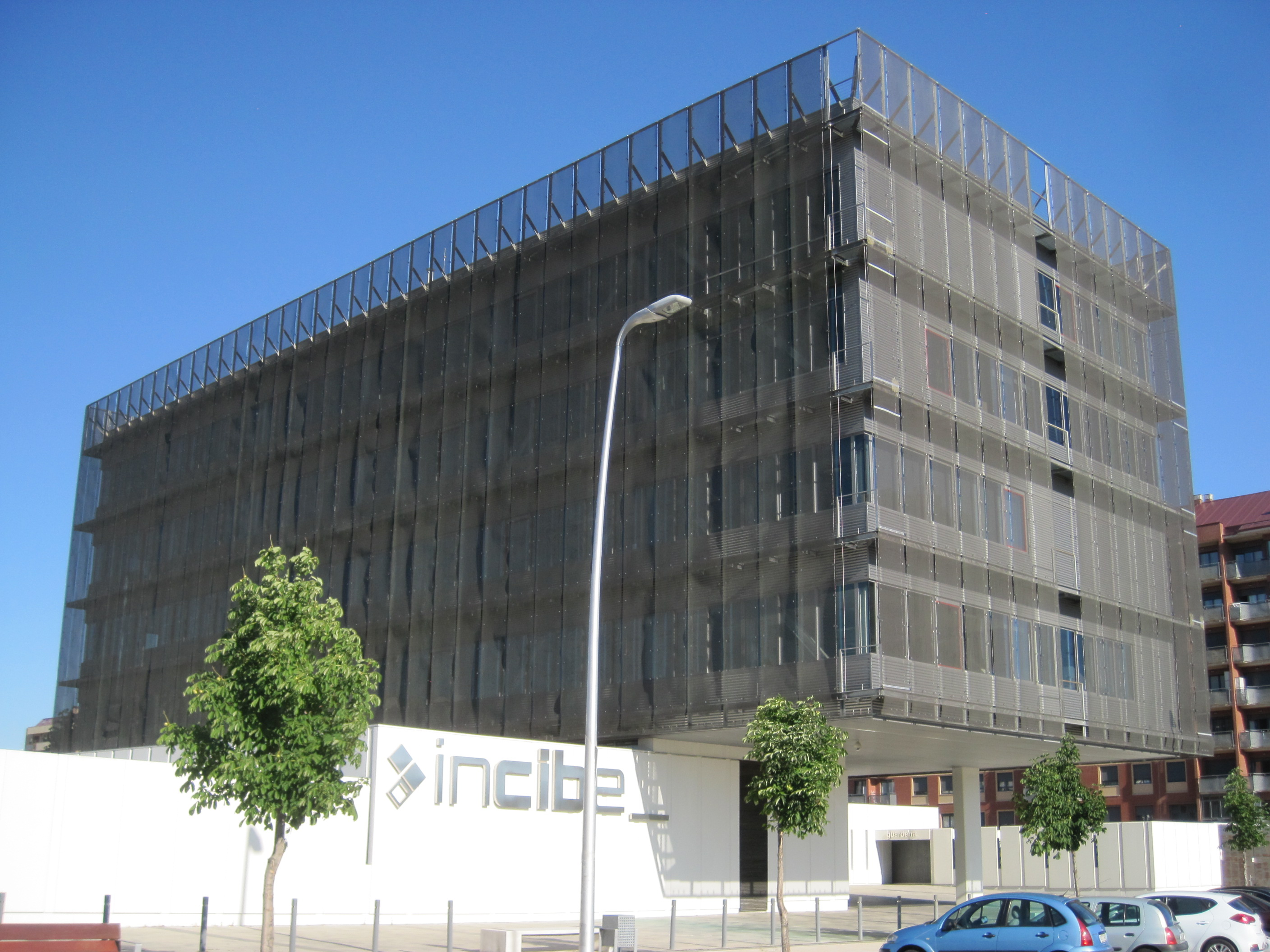
Sede del Inteco, hoy Incibe, Instituto nacional de ciberseguridad.
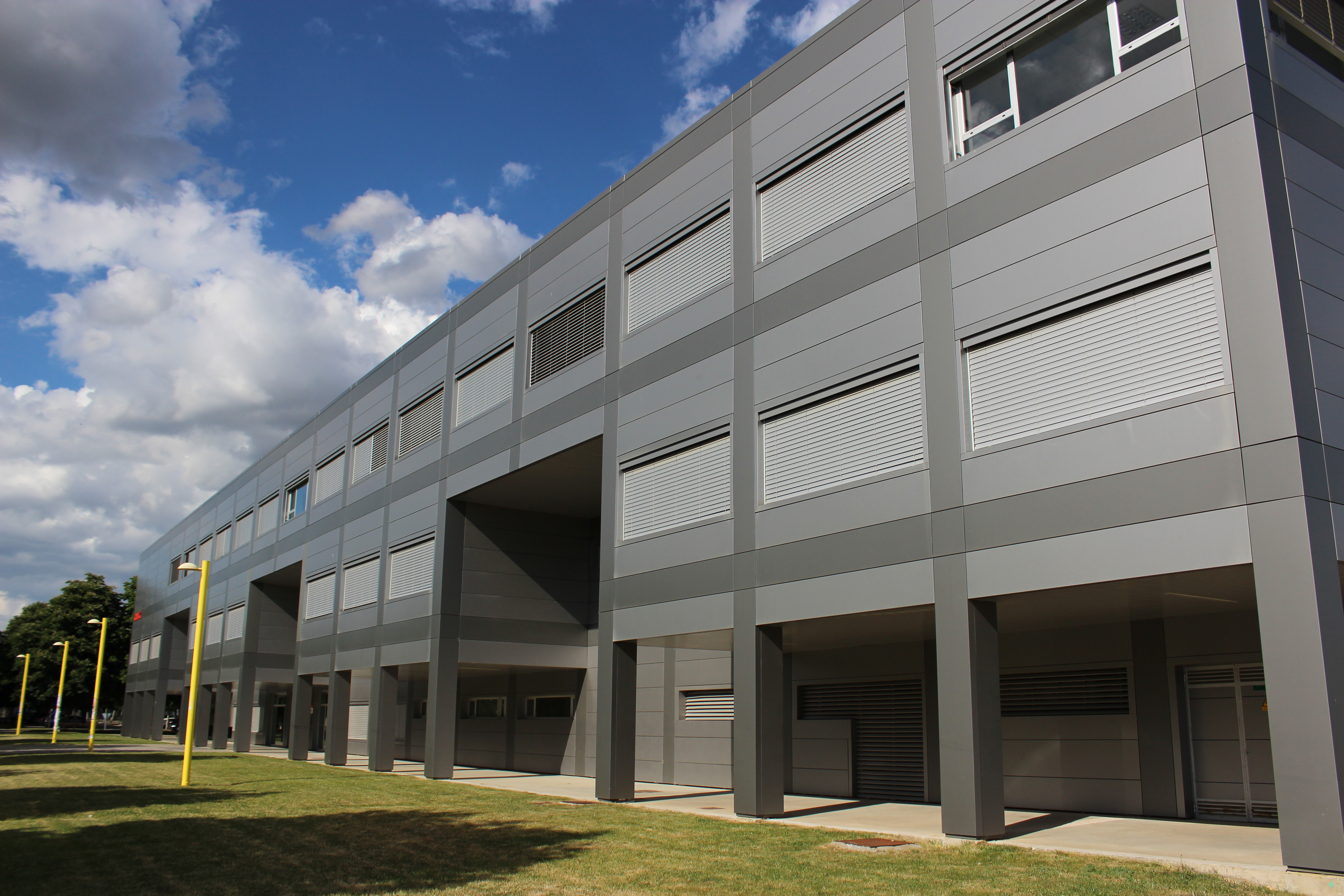
Sede del supercomputador Caléndula, en la Universidad de León.
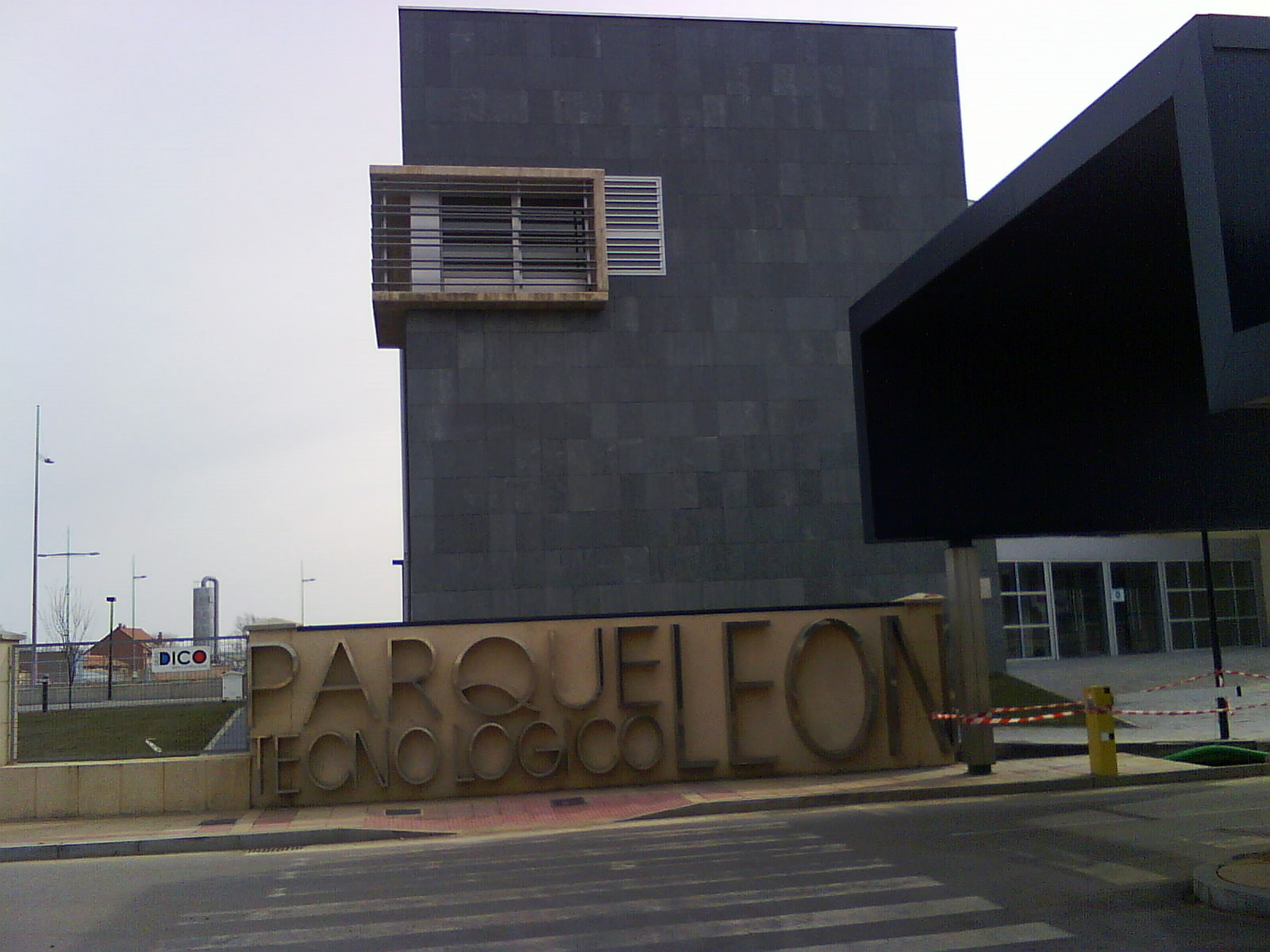
Entrada del parque tecnológico.
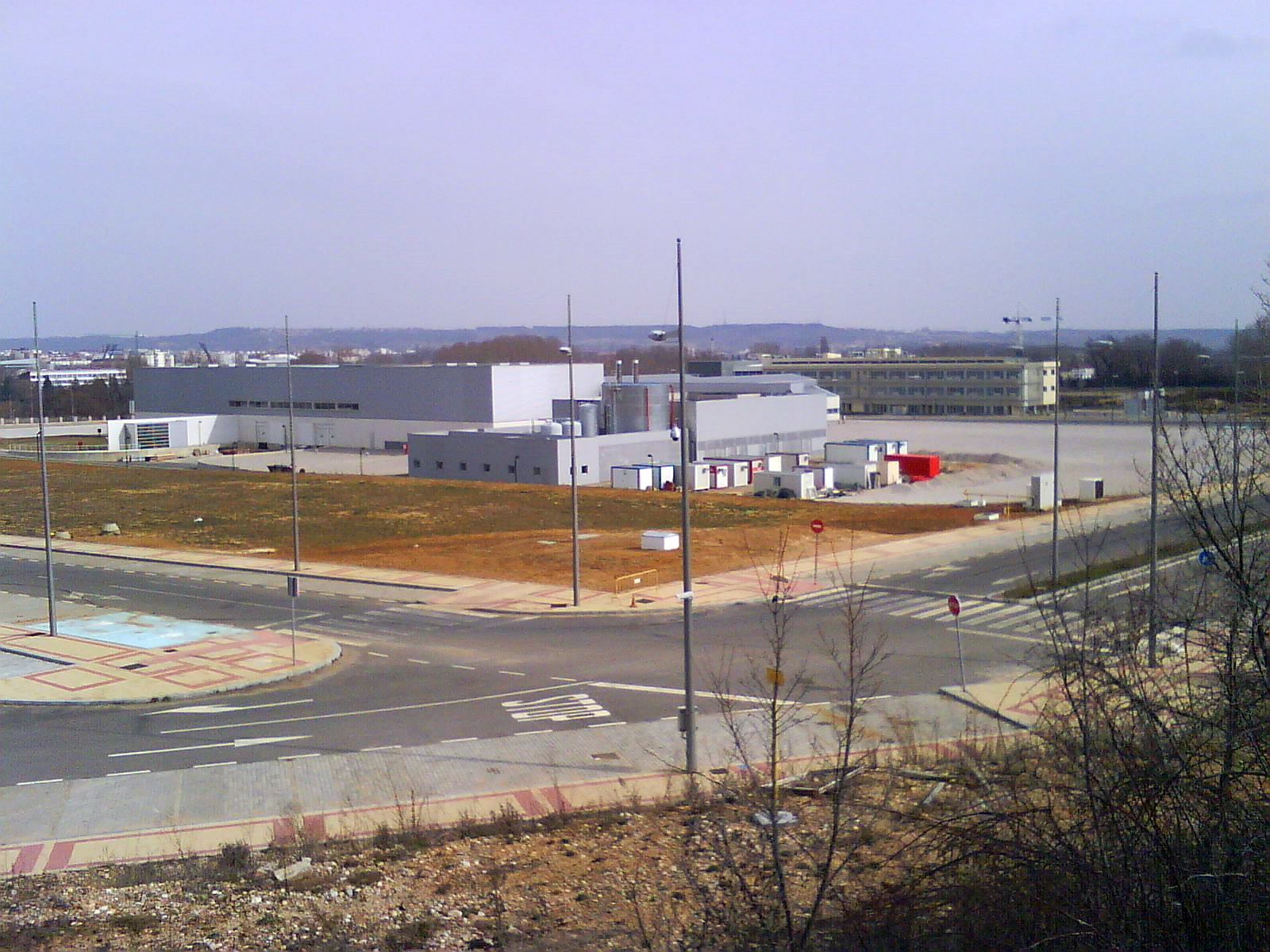
Vista de Syva, empresa farmacéutica instalada en el parque.

A finales de la primera década del siglo XXI la industria tecnológica comenzó a desarrollarse con la instalación en la ciudad del Inteco, hoy Incibe, que comenzó su actividad especializado en la ciberseguridad y la accesibilidad. De forma paralela y aprovechando la colaboración de la Universidad de León con la multinacional Hewlett-Packard se instaló en el parque tecnológico una sede de la misma, así como un superordenador en el campus universitario, que comenzó siendo el segundo más potente de España. Otras empresas como SAP, Telvent o Indra, entre otras se instalaron en la ciudad para complementar la actividad del Inteco. Como empresas de capital leonés que han destacado por su evolución estos años tenemos Tecnosylva, Proconsi y Xeridia, así como el nuevo centro de investigación de la Universidad de León de ciberseguridad. Recientemente se ha instalado en el parque Microsoft con una aceleradora de empresas destinada al sector de la ciberseguridad.
León tradicionalmente ha acogido una fuerte industria farmacéutica, la cual también en los últimos años se ha visto potenciada con la instalación de nuevas empresas, principalmente en el parque tecnológico de León, ubicado junto a la localidad de Armunia. Hay que destacar aquí a la empresa Syva, de capital leonés, que ha trasladado su negocio al parque tecnológico siendo la principal empresa del mismo y que se dedica a las vacunas veterinarias. Significativa también es la instalación del grupo Chemo, con su filiales Leon Pharma y Mabxience, situadas físicamente en Villaquilambre y el parque tecnológico respectivamente. La labor de la universidad de León también es relevante, puesto que posee varios institutos importantes relacionados con el sector como son el IBIOMED, el INBIOMIC, así como el instituto de investigación ganadera. El centro tecnológico a nivel autonómico sobre biotecnología, el INBIOTEC, también se encuentra en León.

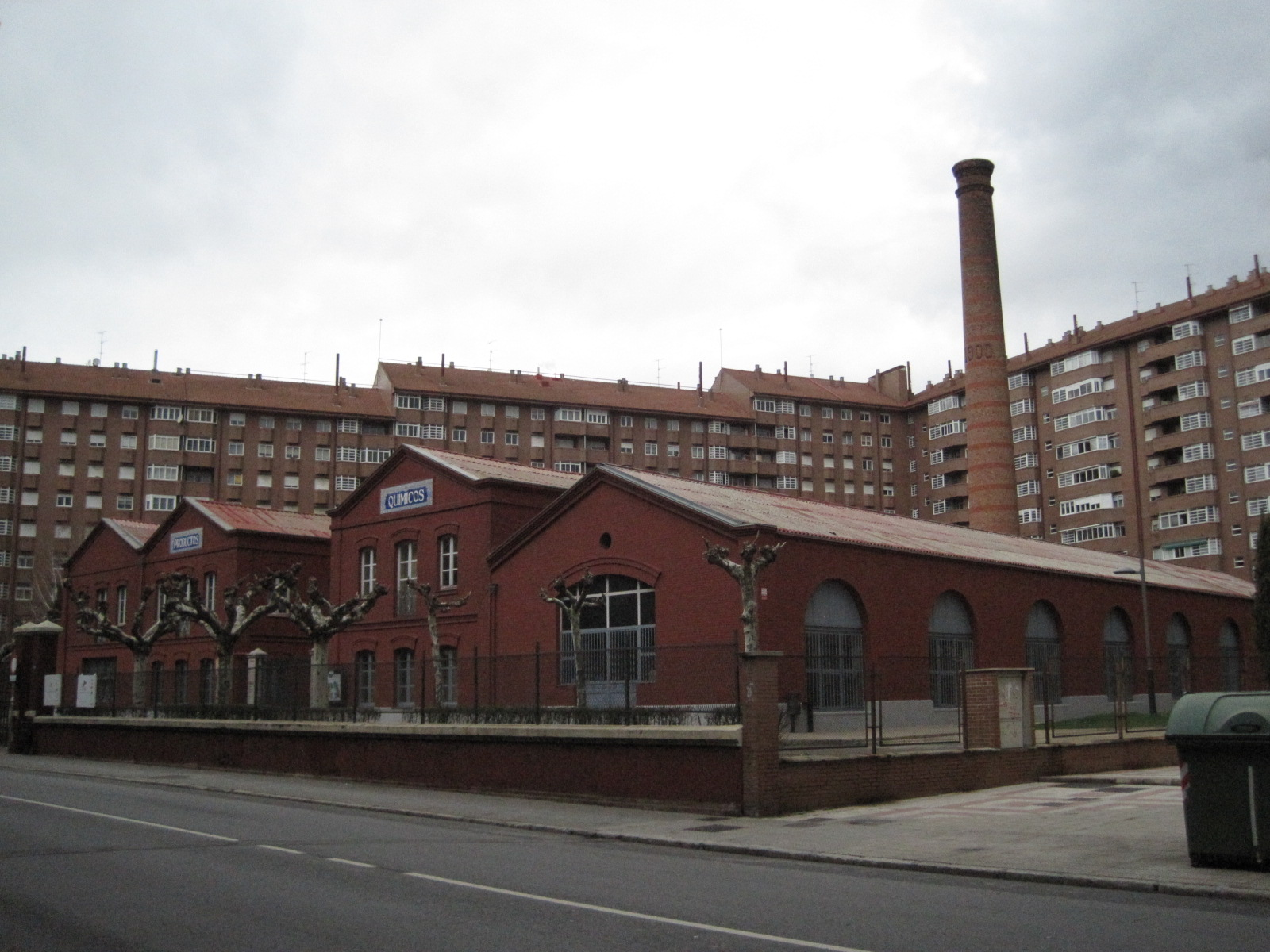
Abelló, empresa leonesa tradicional del sector farmacéutico.
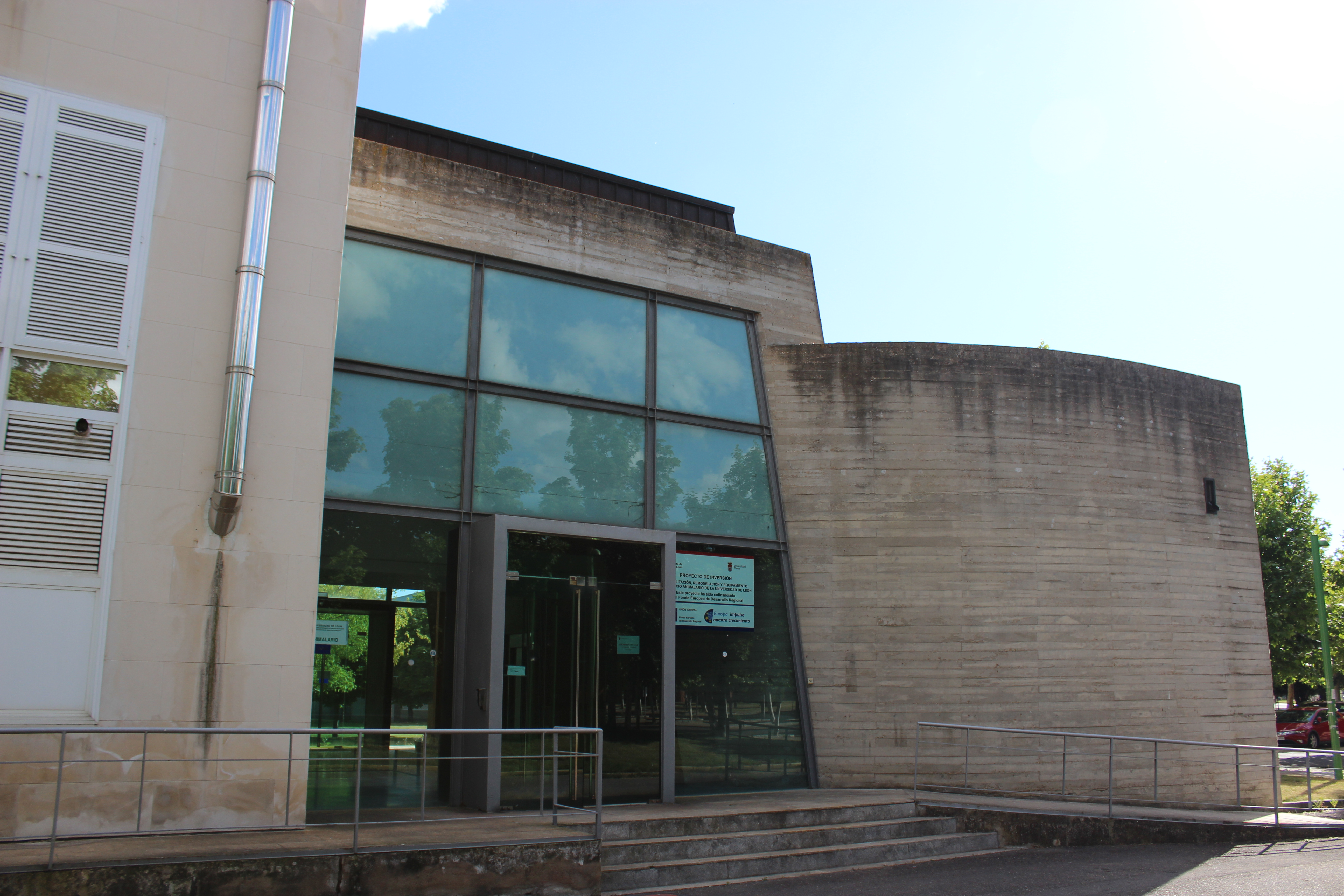
Animalario de la universidad de León.
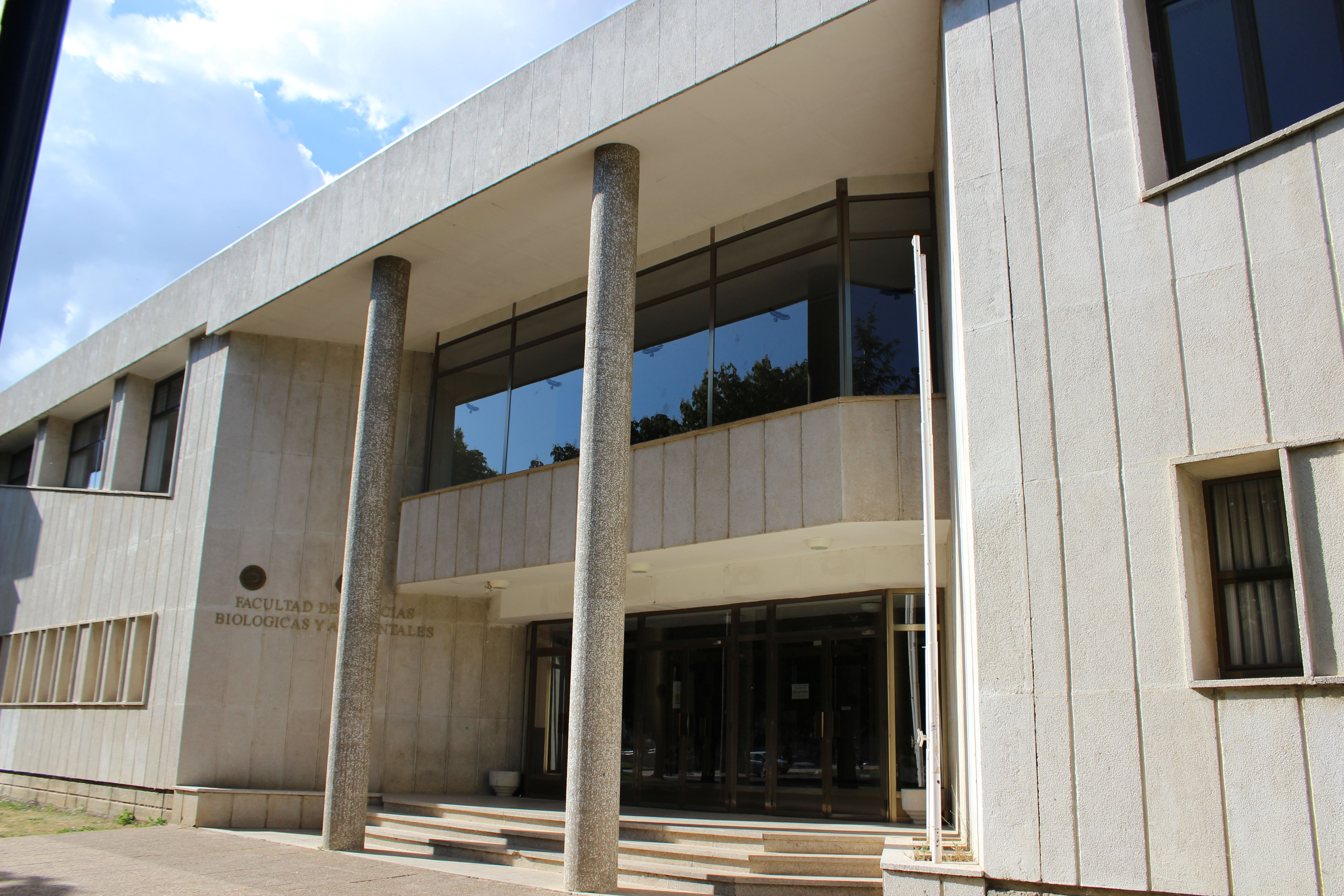
Facultad de Biológicas de la universidad de León.
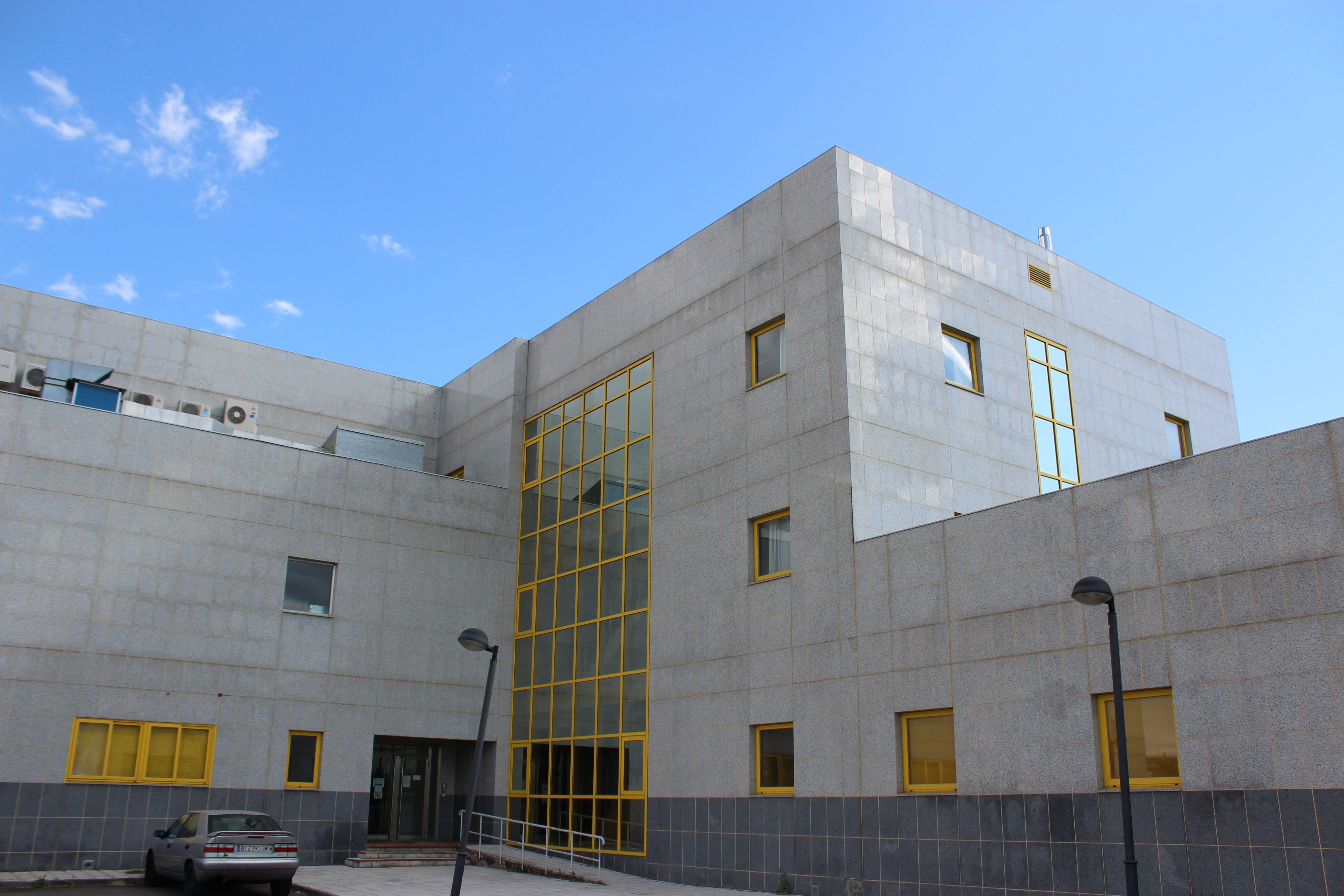
IBIOMED, instituto de biomedicina de la universidad de León.

Como punto negativo, una empresa histórica del sector farmacéutico leonés como es Antibióticos ha vivido una década de malos resultados y de su anteriormente amplia plantilla solo quedan 190.

### Sector servicios

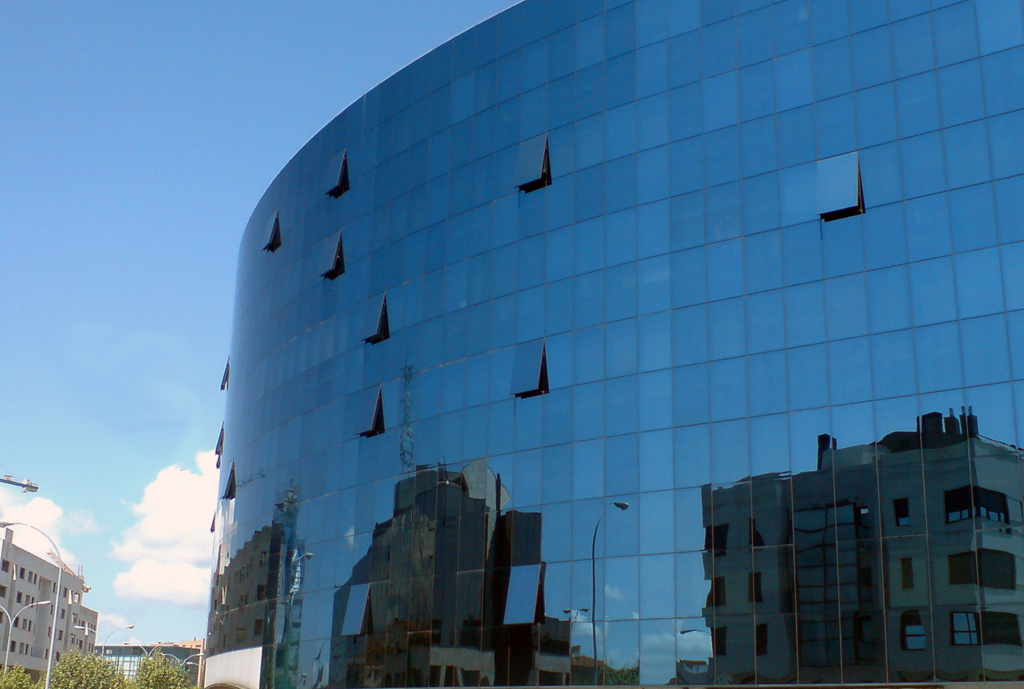
El edificio Europa, edificio de oficinas de la capital leonesa.

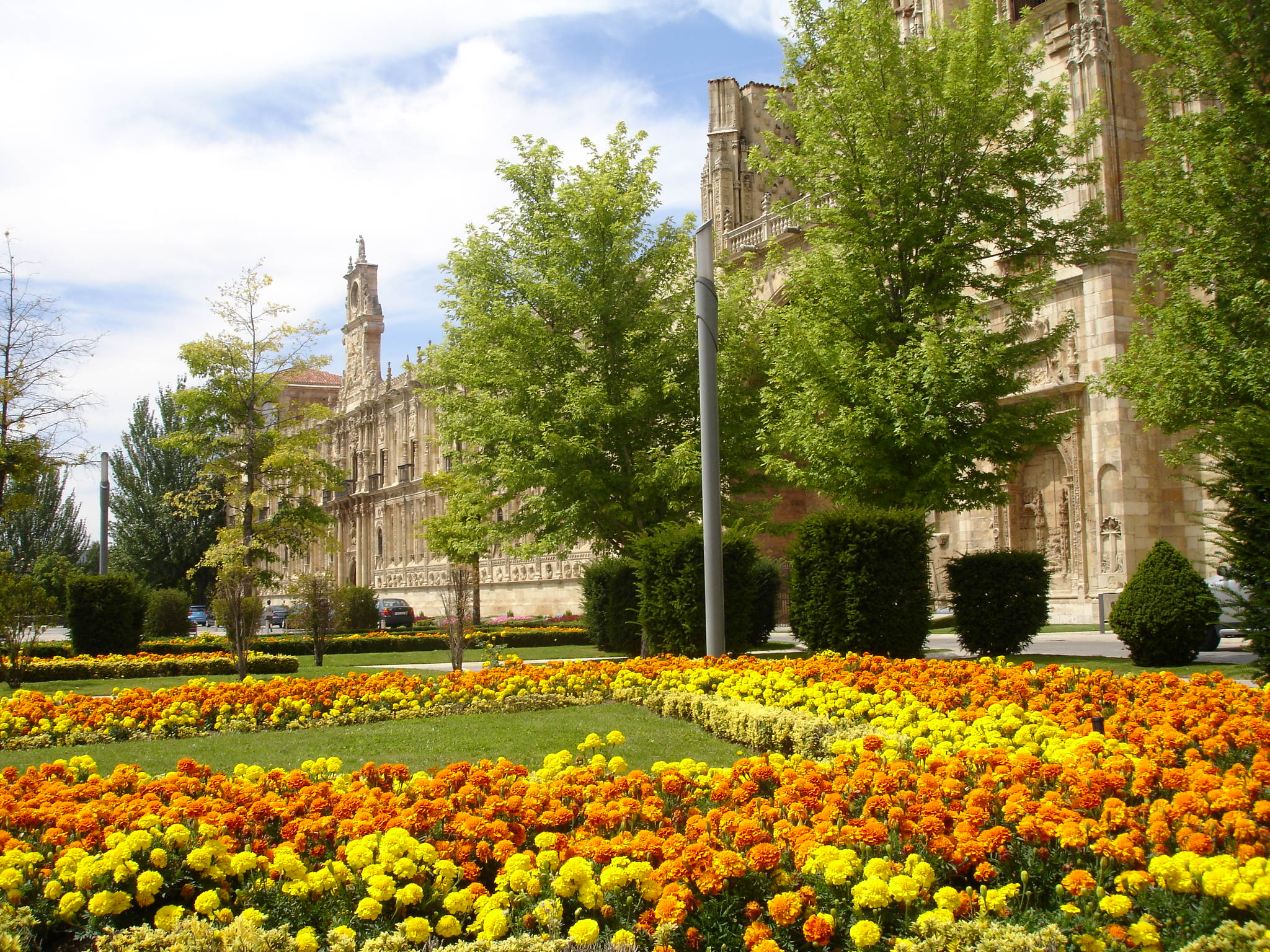
El Parador de San Marcos.

En el sector servicios se incluyen el comercio, el turismo, la hostelería, las finanzas, la administración pública, y la administración de otros servicios relacionados con la cultura y el ocio. El sector servicios leonés se encuentra enormemente diversificado, como corresponde a un centro urbano de cierta entidad, de este modo, la ciudad es el centro de referencia comercial de la provincia. Así, la ciudad cuenta con un sector comercial basado en su mayoría en un comercio tradicional de gran relevancia y dinamismo en las arterias principales, complementado en los últimos años con la apertura de grandes y medianas superficies en la ciudad, tales como Carrefour, El Corte Inglés, el E.Leclerc, Mercadona, entre otras, así como de centros comerciales, como Espacio León y León Plaza.

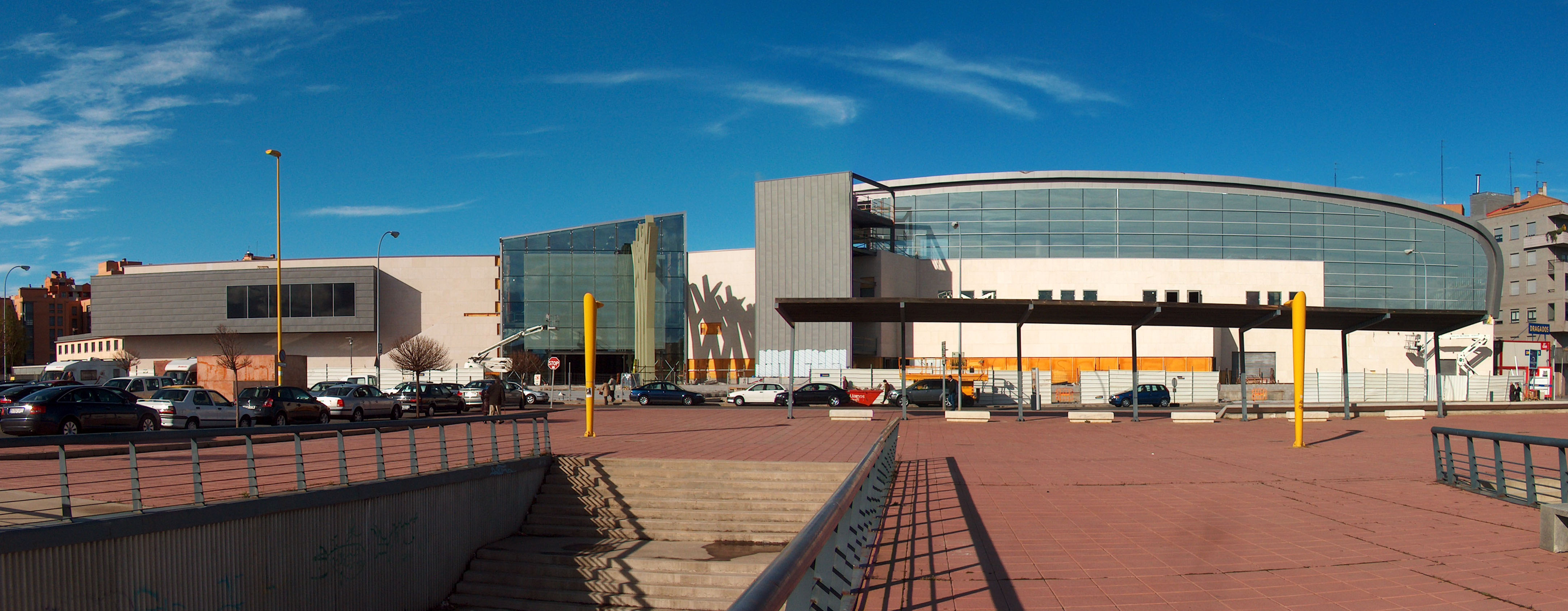
El centro comercial León Plaza.

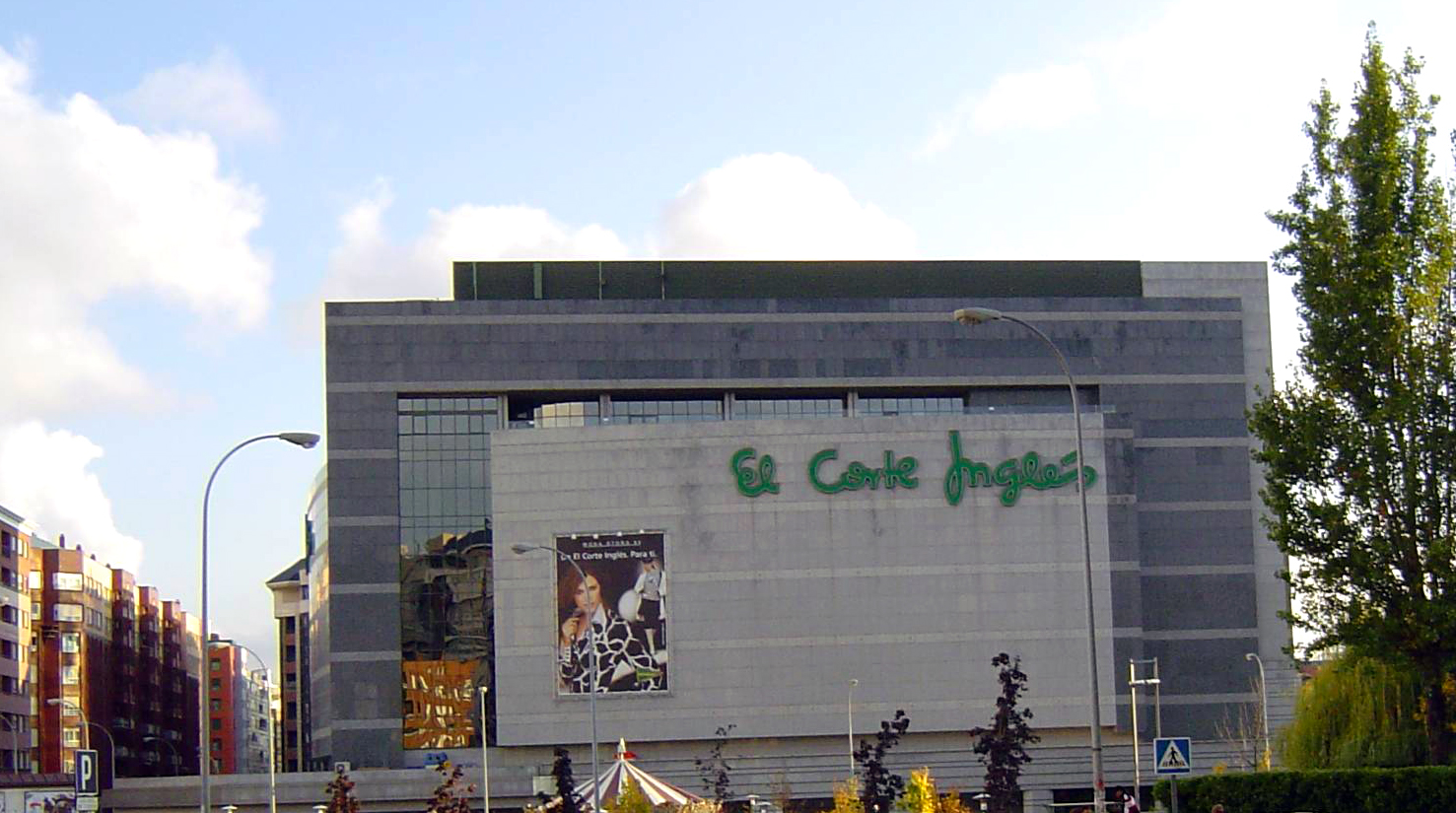
El Corte Inglés de León.

En el 2008 estaban censadas 5.691 empresas dedicadas al servicio en León. León cuenta con el mercado cubierto del conde Luna y se organiza el mercado los miércoles y sábados, salvo por festivos, en la plaza mayor y los martes y viernes en las inmediaciones del antiguo mercado de Colón, actualmente desaparecido. El número de oficinas bancarias y de cajas de ahorro censadas es de 78 y 83, con un índice de bancarización del 11,92%. Además de esto, en la ciudad tiene su sede Caja España, que ocupa el puesto 13 en cuanto a tamaño en el ranking de cajas españolas.
El turismo es también un factor clave en el sector servicios de la ciudad, con una gran afluencia de turistas animados por la presencia en la capital de un gran patrimonio monumental y de bellos espacios naturales en las inmediaciones de esta, así como de varias fiestas de gran afluencia y reconocido prestigio, entre las que sobresale la Semana Santa.
La Cámara Oficial de Comercio e Industria de León está presente en la ciudad desde el año 1907 por iniciativa de un grupo de comerciantes e industriales de la ciudad. Con sede en un edificio modernista de la avenida Padre Isla de la ciudad, la cámara se encarga de representar y defender los intereses generales del comercio y la industria de la provincia de León.

#### Comercio
La ciudad de León es el principal centro comercial de la provincia homónima, siendo la ciudad de referencia para 450.000 personas. Para satisfacer la demanda de esta población que tiene León como referencia al sector comercial tradicional se le unen las grandes superficies de Carrefour, E.Leclerc, y El Corte Inglés, así como medianas superficies como Alimerka, Mercadona o Día entre otros. Para completar la oferta, recientemente se han levantado los centros comerciales de Espacio León y León Plaza.
El equipamiento comercial más destacado son los ya citados centros comerciales de Espacio León y León Plaza. El primero de ellos fue inaugurado en octubre de 2004 y se encuentra en el Área 17, siendo el más grande de los dos con 37.000 metros de SBA y 136 locales comerciales distribuidos en tres plantas. El segundo, León Plaza, fue inaugurado en mayo del 2009 contando con 18.000 metros de SBA y más de 70 locales distribuidos en tres plantas.
Desarrollo reciente del comercio
El desarrollo del comercio moderno en la ciudad de León comenzó en el año 1973 con la llegada de los primeros grandes almacenes a la ciudad, los almacenes Moráis. Estos se instalaron en la calle Padre Isla en una superficie de 3.500 metros cuadrados ya organizados de la forma en la que ahora están distribuidos los espacios en los grandes almacenes modernos. Sin embargo, la aventura duraría poco y los almacenes se cerrarían en 1979.
No sería hasta 1990 cuando la capital leonesa contará con una oferta similar, cuando Carrefour, entonces Continente, desembarca en la ciudad en un solar cercano al río Torío y Puente Castro. Pocos meses después abriría un segundo establecimiento en la segunda ciudad leonesa, Ponferrada. En 1994 desembarcaría el Corte Inglés en el centro de la ciudad, en el barrio de La Chantría, recién urbanizado en terrenos pertenecientes antiguamente a la iglesia, que se benefició del empuje del nuevo centro comercial en su desarrollo inmobiliario.
Tres años después, en 1997, abriría sus puertas E.Leclerc en el polígono industrial de Trobajo del Camino, al oeste de la ciudad. El desembarco continuado de este gran número de superficies comerciales llevó al comercio tradicional a buscar nuevas fórmulas para asegurar su supervivencia, agrupándose los comercios del centro en la asociación León Gótico, permitiendo a los comerciantes realizar ofertas conjuntas.
El año 2004 supone un salto cualitativo en el comercio leonés cuando se abre el primer centro comercial de la ciudad. Este nuevo centro, Espacio León, trajo consigo el desarrollo de un nuevo barrio, el área 17, y puso en servicio 37.000 metros cuadrados que fueron ocupadas por diversas empresas de sectores como moda, hogar y electrónica. En 2009 se completaría hasta alcanzar la oferta actual con la apertura de León Plaza, de una superficie más reducida, 18.000 metros cuadrados.

#### Turismo
| 1ª    | Alemania       | 11.788 | 19,2% |
| 2ª    | Francia        | 7.576  | 12,4% |
| 3ª    | Reino Unido    | 6.568  | 10,7% |
| 4ª    | Italia         | 5.699  | 9,3%  |
| 5ª    | Estados Unidos | 5.025  | 8,2%  |
| 6ª    | Portugal       | 4.364  | 7,1%  |
| 7ª    | Bélgica        | 1.554  | 2,5%  |
| 8ª    | Japón          | 1.531  | 2,5%  |
| 9ª    | Países Bajos   | 1.442  | 2,3%  |
| Total |                | 61.257 | 100%  |

En el año 2008 visitaron la ciudad de León un total de 352.998 personas, de las que 291.730 eran españoles y 61.257 eran extranjeros. En cuanto a la oferta se refiere, en 2008 la ciudad contaba con alrededor de 3.300 plazas hoteleras distribuidos en alrededor de 50 establecimientos atendidos por 450 empleados. De estos 3.300 y 50 establecimientos, 16 establecimientos tienen tres o más estrellas con un total de 1.106 habitaciones que suman 2.509 plazas.
El número de pernoctaciones en 2008 fue de 557.701, por lo que estancia media de los visitantes se situó en los 1,58 días, una cifra muy alejada de los 3,24 días de media en España. Los residentes en España, con 1,61 días de media, prolongaron su estancia en la capital leonesa ligeramente más que los extranjeros, que se quedaron 1,45 días de media. De los extranjeros, el mayor colectivo de visitantes procedió de Alemania, seguida de Francia y Reino Unido.
En cuanto a mejora de la oferta futura, destaca el nuevo palacio de congresos, diseñado por el arquitecto francés Dominique Perrault y que va dirigido a aprovechar la demanda del turismo de congresos en la ciudad; que según Turespaña se encuentra entre los 25 destinos emergentes de España. Para ello, el nuevo edificio contará con tres salas, con una principal de 1.200 localidades y dos secundarias de 500 plazas. Anexo a este complejo se contempla también la construcción de un recinto ferial de 12.700 metros cuadrados para la organización de ferias.